# Acer cappadocicum lobelii
Az Acer cappadocicum lobelii a szappanfavirágúak (Sapindales) rendjébe és a szappanfafélék (Sapindaceae) családjába tartozó pontusi juhar (Acer cappadocicum) olaszország alfaja.

## Előfordulása
A faj ritka, veszélyeztetett; Olaszország keménylombú vagy lombhullató erdeiben (szétszórtan) lehet találkozni vele.

## Megjelenése
Ez a növény közepes méretű, lombhullató fa, mely 20-25 méter magasra nő meg. Keskeny, felálló koronát növeszt, és egyike annak a kevés fafajtának, melynek ágai a törzzsel párhuzamosan nőnek. A fiatal fák kérge zöldesszürke, sima; az idősebb fák kérge a korral nőve egyre feketébb, enyhén barázdált. A hajtások végét zöld viaszszerű anyag borítja. A karélyos levelek szimmetrikusak, öt lebenyből állnak, 6-12 cméter hosszúak és 6-15 cméter szélesek. Ha a levélnyél vagy a levélalap eltörik vagy megsérül, a növény fehér anyagot, úgynevezett latexet ereszt ki magából. A virágok sátorvirágzatot alkotnak. A csészelevelek 3-4 milliméter hosszúak. A virágzás időszaka kora tavasz. A termése egy dupla szárnyas lependék mag, mely korong alakú – erősen lapított –, 6-11 milliméter széles és 2-3 milliméter vastag. A szárnyak 2,5 cméter hosszúak, széles szöget – közel 180°-ot – zárnak be.

## Fordítás
- Ez a szócikk részben vagy egészben  az   Acer lobelii című angol Wikipédia-szócikk ezen változatának fordításán alapul.  Az eredeti cikk szerkesztőit annak laptörténete sorolja fel. Ez a jelzés csupán a megfogalmazás eredetét és a szerzői jogokat jelzi, nem szolgál a cikkben szereplő információk forrásmegjelöléseként.